# 赵桂英 (1945年)
赵桂英（1945年7月—），女，河北枣强人，中华人民共和国政治人物，曾任河北省监察厅副厅长，第八、九、十届全国政协委员。